# Tây Cảng

Vị trí tại Đài Nam

Tây Cảng (tiếng Trung: 西港區; bính âm Hán ngữ: Xigǎng Qū; bính âm thông dụng: Sigǎng Cyu) là một khu (quận) của thành phố Đài Nam, Trung Hoa Dân Quốc (Đài Loan). Quận nằm trên lưu vực sông Tăng Văn và trước đây từng tồn tại một bến cảng, tuy nhiên do hoạt động bồi lắng nên hiện Tây Cảng chỉ còn là một nơi tập trung hoạt động nông nghiệp. Diện tích Tây Cảng là 33,7666 km², dân số vào tháng 8 năm 2011 là 25.133 người thuộc 7.852 hộ gia đình, mật độ cư trú đạt 744,3 người/km².